# Nidwalden
Nidwalden er en kanton i Schweiz. Kantonen grænser mod vest til Obwalden, mod nordvest til Luzern, mod nordøst til Schwyz og mod vestsydvest til Uri. Hovedstaden hedder Stans.
Sammen med Obwalden udgør Nidwalden Unterwalden, som var en af de oprindelige tre kantoner, der i 1291 dannede Edsforbundet. Før 1999 blev Ob- og Nidwalden betegnet som halvkantoner, der hver havde en halv stemme i det schweiziske Ständerat. Da begrebet halvkanton imidlertid blev fjernet fra Schweiz' grundlov i 1999, har Nidwalden nu en stemme i Ständerat (mens de fleste andre kantoner har to stemmer.